# Akt planowania
Akt planowania – specyficzne źródło prawa, które wskazuje adresatowi (ogólnemu lub indywidualnemu) ściśle określone (w przedmiocie i terminie planu) zadania do wykonania. Może być wydawany zarówno przez centralne organy administracji jak i lokalne; może mieć charakter normy prawnej powszechnej, jak i wewnętrznej. Przykładem aktu planowania jest miejscowy plan zagospodarowania przestrzennego, ustawa budżetowa, a w okresie PRL (w gospodarce centralnie planowanej) plany gospodarcze. 